# Eric Ericson
Pour les articles homonymes, voir Ericson.
Eric Ericson, né le 26 octobre 1918 à Borås en Suède et mort le 16 février 2013 à Stockholm, est un chef de chœur suédois.

## Biographie
Eric Ericson a fait ses études à l'École royale supérieure de musique de Stockholm (1943). Il part ensuite à la Schola Cantorum de Bâle en Suisse compléter sa formation ainsi qu'en Allemagne, Grande-Bretagne et aux États-Unis. Il devient ensuite professeur de musique et participa à la formation de nombreux chefs de chœur.
Il fut le principal chef du chœur Orphei Drängar de l'Université d'Uppsala de 1951 à 1991, et le chef de chœur du Swedish Radio Choir (qu'il a fondé) de 1951 à 1982.

## Prix et distinctions
- Léonie Sonning Music Award (1991) au Danemark
- Nordic Council Music Prize (1995 et 2007)
- Prix Polar Music (1997)

## Décorations
- Commandeur de l'ordre des Arts et des Lettres en 1995[2].